# Antonio Barzaghi Cattaneo
Antonio Barzaghi Cattaneo (Lugano, 14 marzo 1834 – Calprino, 29 ottobre 1922) è stato un pittore svizzero.

## Biografia
Era figlio di Antonio e Carlotta Taddei di Lugano, dove studiò prima presso il collegio dei Padri Somaschi e poi, dopo una breve parentesi di tipografo, presso scuole di disegno della città sotto la direzione di Giacomo Donati. Nel 1857 passò alla rinomata Accademia di Brera a Milano dal 1856 al 1863.
I lavori più importanti partono dal 1867 e si trovano sparsi per l'Italia e la Svizzera. Ricordiamo i santi nella chiesa di ortodossa di San Spiridione a Trieste del 1867, Amori di Bacco e Arianna del 1872 all'Hôtel National di Lucerna, e Mosè che scende dal Sinai con le tavole delle leggi e Cristo che predica alle turbe del 1875 nella chiesa protestante di Horgen.

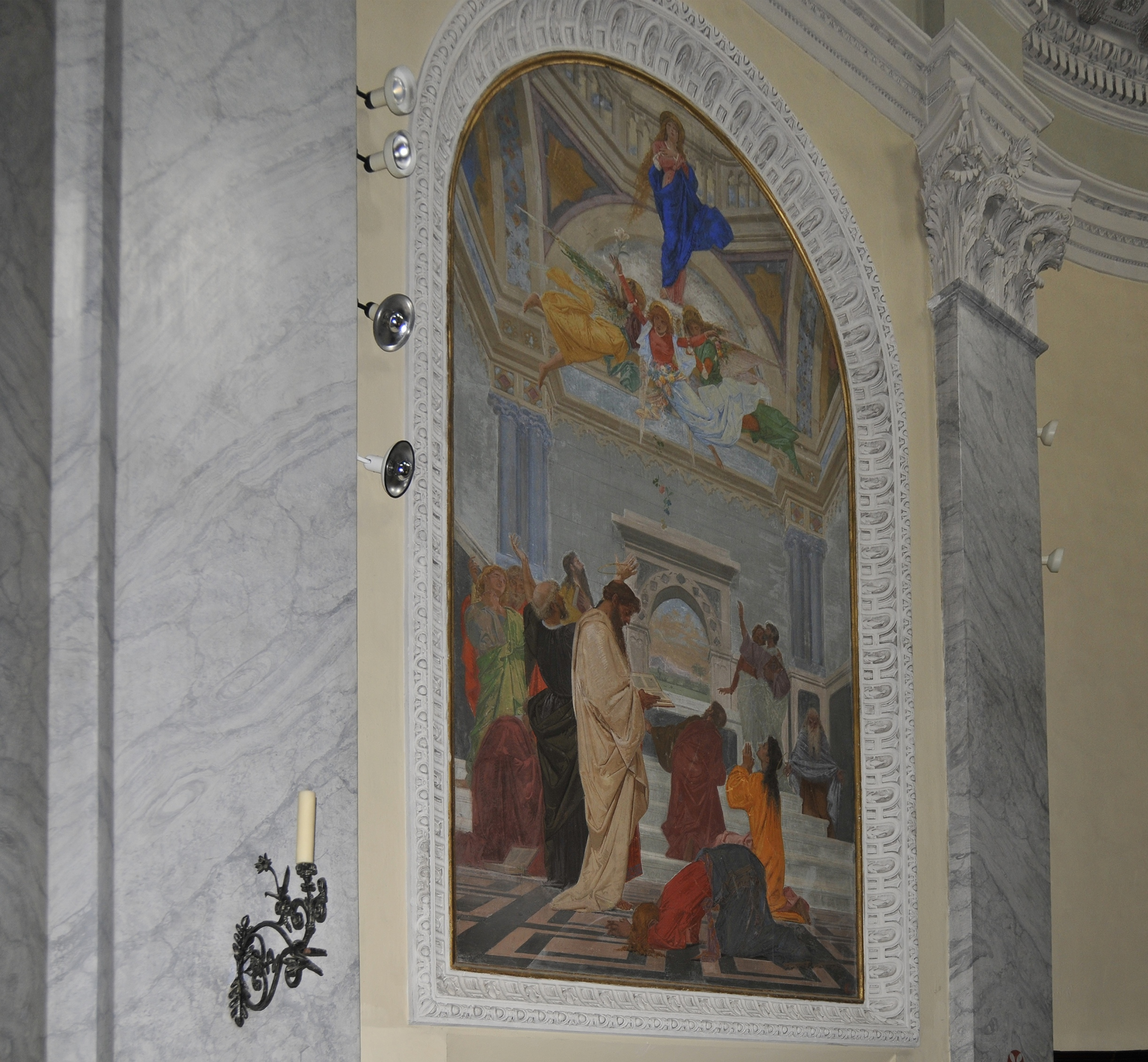
Assunzione della Vergine nella Chiesa di San Maurizio di Bioggio

Di questo periodo ci sono anche opere in Ticino come l'Assunzione della Vergine nella Chiesa di San Maurizio a Bioggio.
Nel 1879 partecipò all'Esposizione nazionale di Basilea con Giorgio Jenatsch che medita la liberazione della patria e al Salon d'Automne di Parigi grazie al quale ottenne un certo successo tanto da stabilirsi a Parigi per qualche tempo e far parte di diverse accademie.
Negli anni successivi continuò con i soggetti storici come Giovanna Gray, Adamo da Camogasco uccide il landfogto di Guardaval (1880), olio su tela, conservato al Museo cantonale d'arte di Lugano, Carlo il Temerario (1884) conservato al Museo civico di belle arti di Lugano, Giovinezza di Elisabetta d'Inghilterra (1887) ed Extremum dedit Suavium (1890).
Dal 1887 al 1895 si spostò in Regno Unito viaggiando per diverse città fino a rientrare definitivamente in Ticino.
All'ultimo periodo si possono assegnare le opere alla Tonhalle di Zurigo e a Palazzo federale di Berna (1905) e le decorazioni della posta centrale di Lugano (1911). Partecipò anche alla ristrutturazione della cattedrale di San Lorenzo di Lugano.
Fu membro della commissione federale delle belle arti dal 1906 al 1908.
Come artista fu molto apprezzato all'estero soprattutto in vita, ma venne presto dimenticato dopo la sua morte. Infatti, benché rivoluzionario per le sue idee politiche, in quanto era massone fin dal 1899 e liberale di sinistra, nella pittura restò sempre un conservatore, legato ad una visione accademica della pittura soprattutto nelle rappresentazioni storiche, ben lontano dalla rivoluzione artistica che pervadeva l'Europa alla fine del XIX e agli inizi del XX secolo. Le sue opere più importanti restano la Giovanna Gray e Extremum dedit Suavium che si distinguono per i giochi di luce, per le figure massicce e per le vigorose pennellate, ma con una spinta innovativa ben inferiore rispetto al coevo Impressionismo.